# Timken Museum of Art

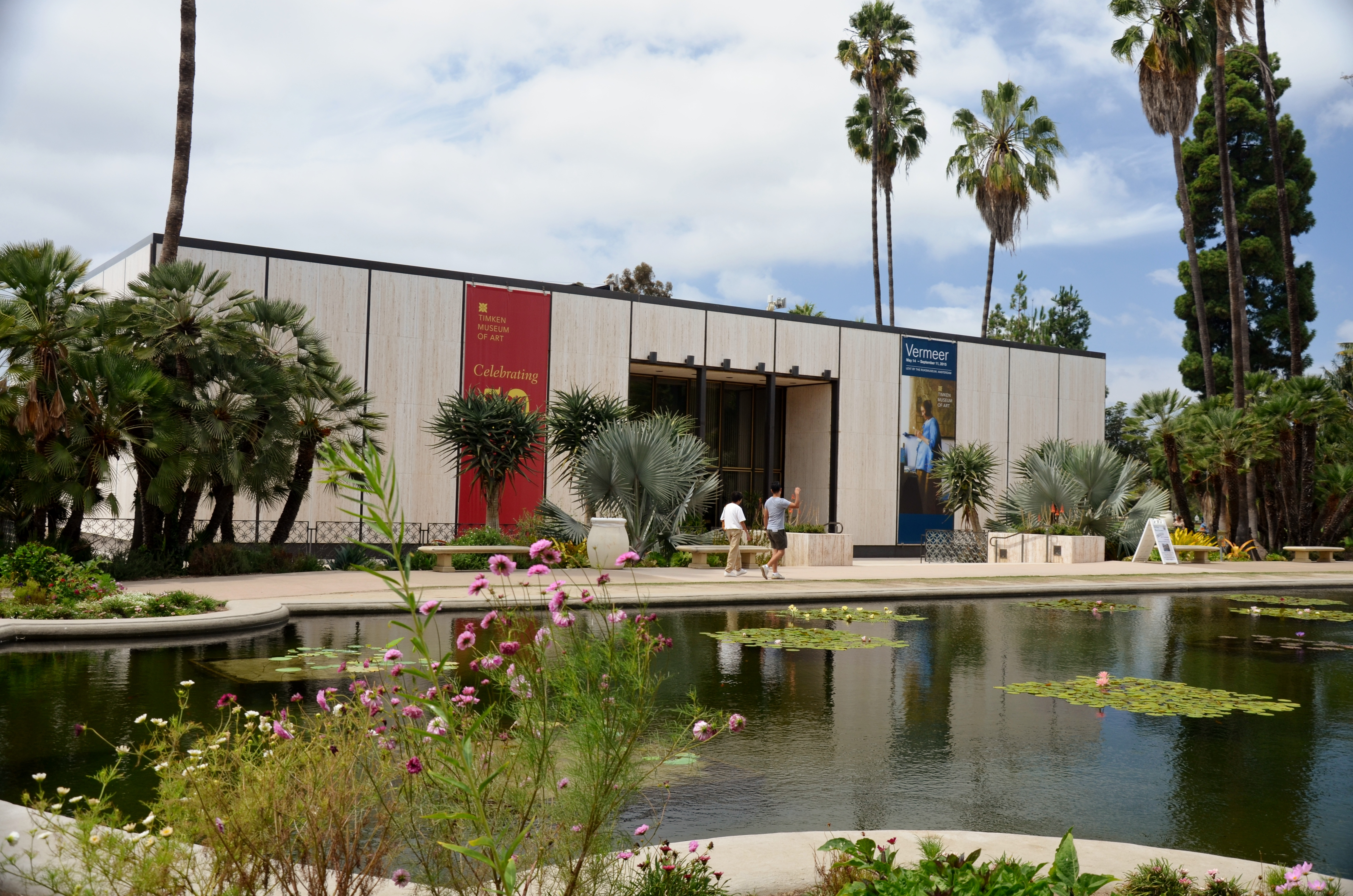
Achterzijde van het museum

Het Timken Museum of Art, voorheen Timken Art Gallery, is een kunstmuseum in Balboa Park in de Amerikaanse stad  San Diego, niet ver van het gelijkaardige San Diego Museum of Art. De toegang is gratis.

## Geschiedenis
De familie Timken financierde in 1965 een klein museum voor oude Europese kunst met werken van de Putnam Foundation, bijeengebracht door de zussen Amy en Anne Putnam. De twee vrouwen hadden zich in de jaren twintig in San Diego gevestigd en hadden het San Diego Museum of Art begiftigd met ruime schenkingen. Vervolgens hadden ze hun verzameling ondergebracht in een stichting, die kunstwerken uitleende aan verschillende Amerikaanse musea. Met de steun van de Timkens kregen de beste werken uit deze verzameling een eigen museum in San Diego. Architect Frank Hope ontwierp een gebouw uit marmerplaten en bronzen balken. In de vijf zalen met zoveel mogelijk natuurlijke belichting kwam een vaste collectie van veertig werken, die dankzij nieuwe schenkingen en aankopen groeide tot een zestigtal.

## Collectie
Het museum heeft zijn selectieve benadering behouden. Werken van Europese meesters (schilderijen, sculpturen en wandtapijten) worden aangevuld met Amerikaanse schilderijen en Russische iconen. Er zijn schilderijen te zien van de Italianen Savoldo, Veronese en Guercino, de Spanjaarden Zurbarán en Murillo, de Fransen Clouet, Lorrain, Boucher, Fragonard, David en Corot en de Amerikanen Copley, West, Cole en Bierstadt, evenals Nederlandse en Vlaamse meesters zoals Bruegel, Rembrandt, Rubens, Antoon van Dyck en Frans Hals.

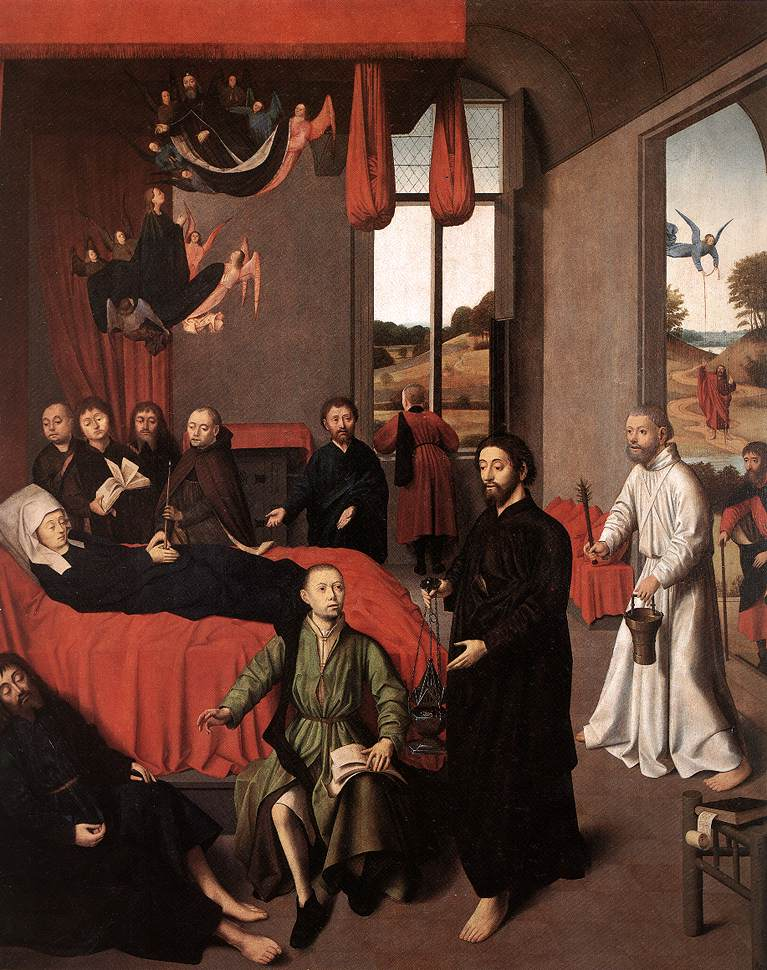
De dood van Maria (Petrus Christus)
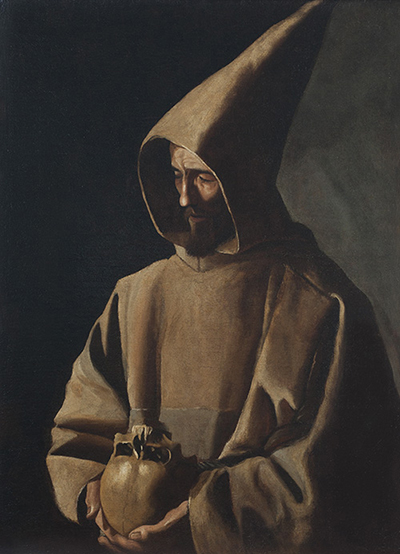
De H. Franciscus in meditatie (Zurbarán)
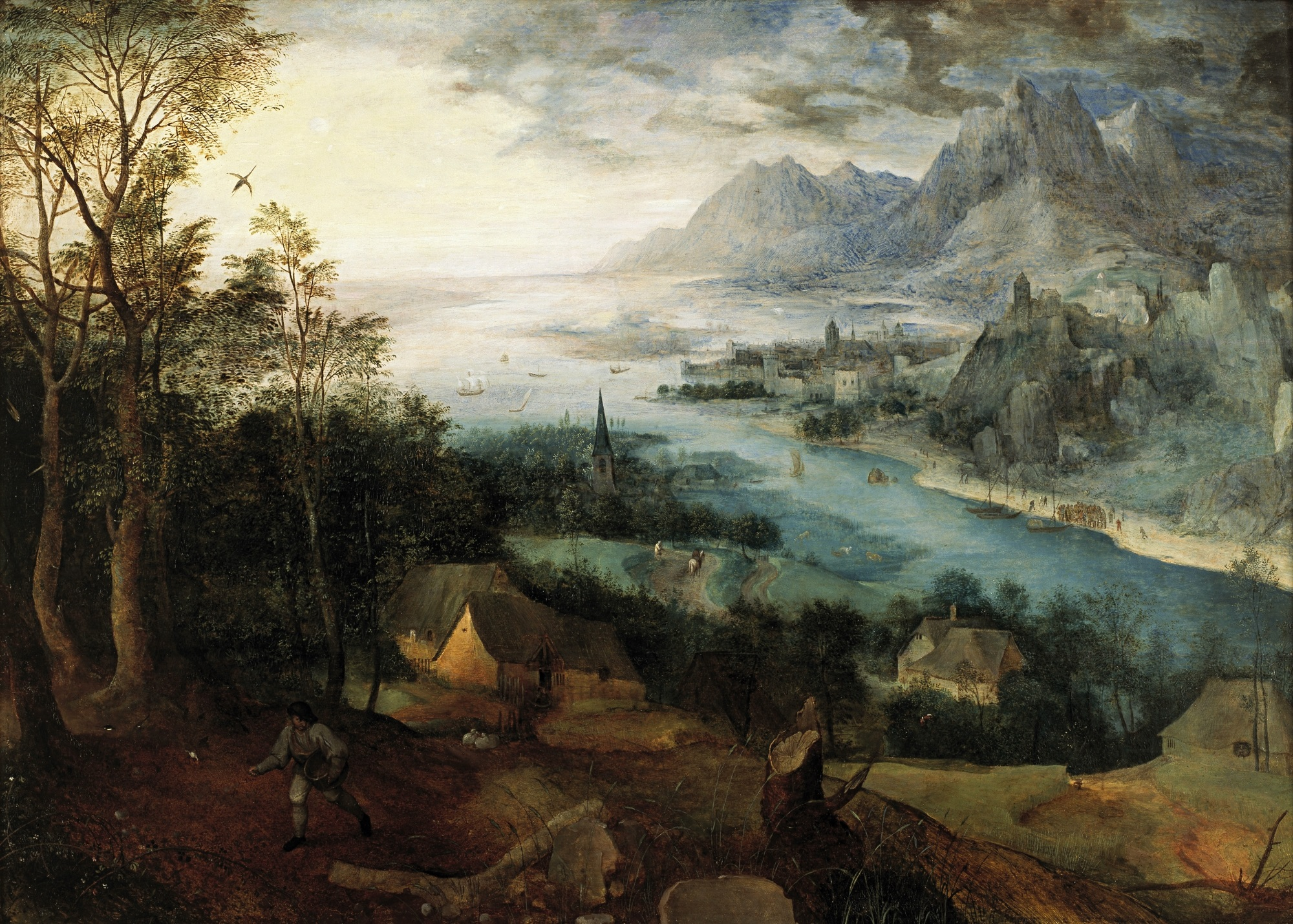
Landschap met de parabel van de zaaier (Bruegel)
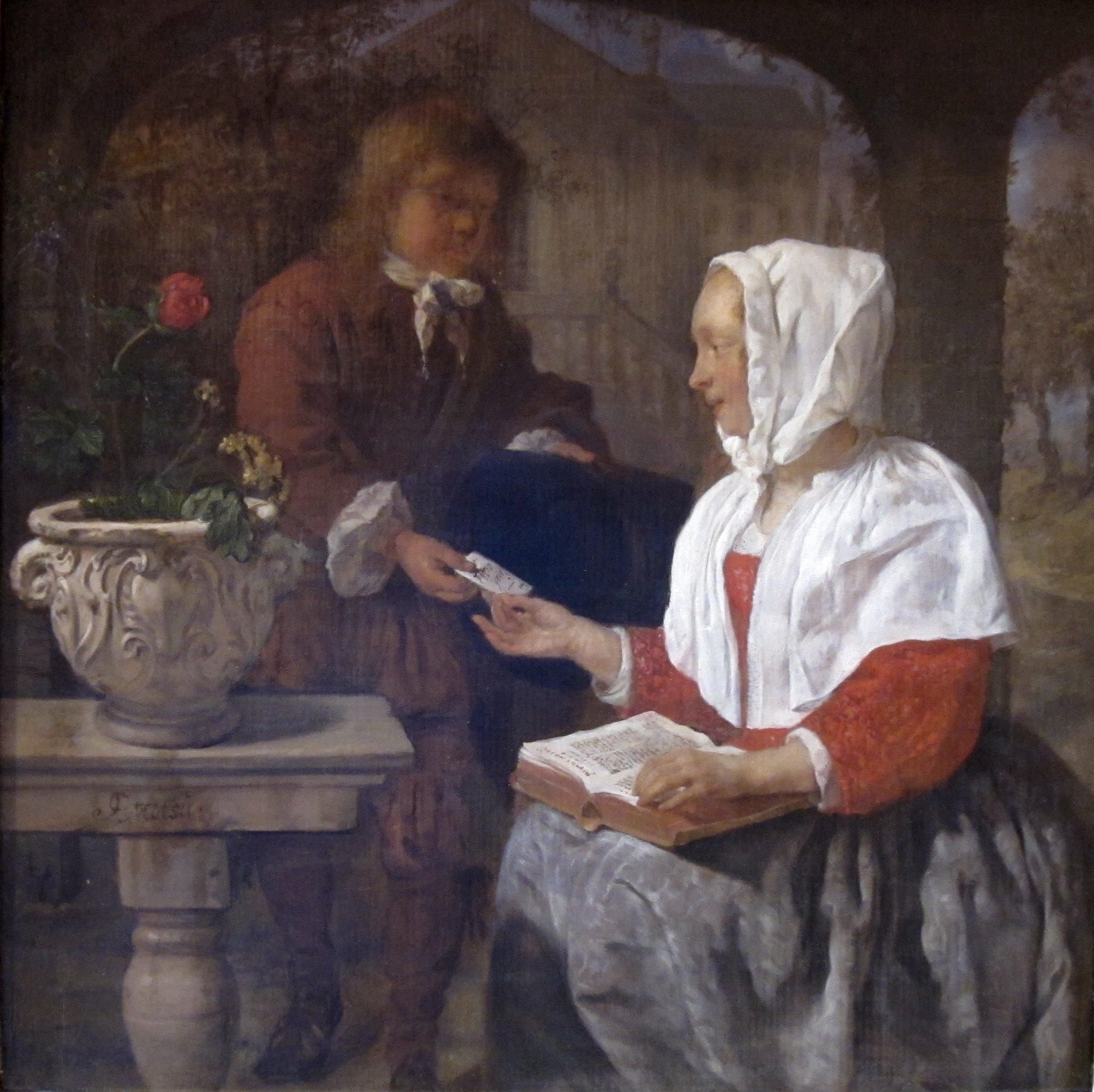
Een meisje krijgt een brief (Metsu)
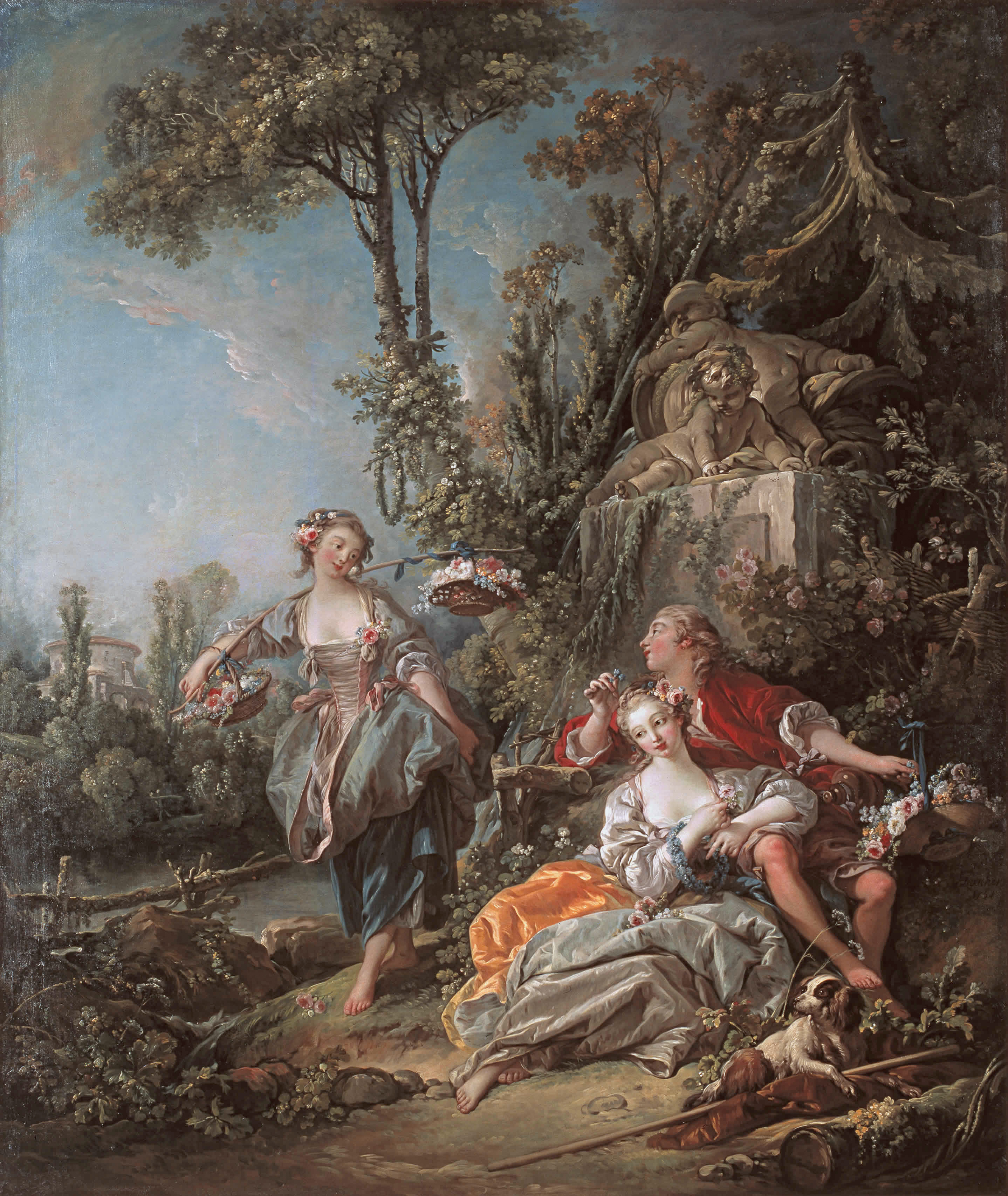
Geliefden in een park (Boucher)